# Municipio de Gill (Kansas)
El municipio de Gill (en inglés: Gill Township) es un municipio ubicado en el condado de Clay en el estado estadounidense de Kansas. En el año 2010 tenía una población de 128 habitantes y una densidad poblacional de 1,64 personas por km².

## Geografía
El municipio de Gill se encuentra ubicado en las coordenadas 39°11′0″N 97°6′1″O / 39.18333, -97.10028. Según la Oficina del Censo de los Estados Unidos, el municipio tiene una superficie total de 77.84 km², de la cual 77,65 km² corresponden a tierra firme y (0,24 %) 0,19 km² es agua.

## Demografía
Según el censo de 2010, había 128 personas residiendo en el municipio de Gill. La densidad de población era de 1,64 hab./km². De los 128 habitantes, el municipio de Gill estaba compuesto por el 98,44 % blancos, el 0,78 % eran amerindios, el 0,78 % eran de otras razas. Del total de la población el 1,56 % eran hispanos o latinos de cualquier raza.